# Actors Theatre of Louisville

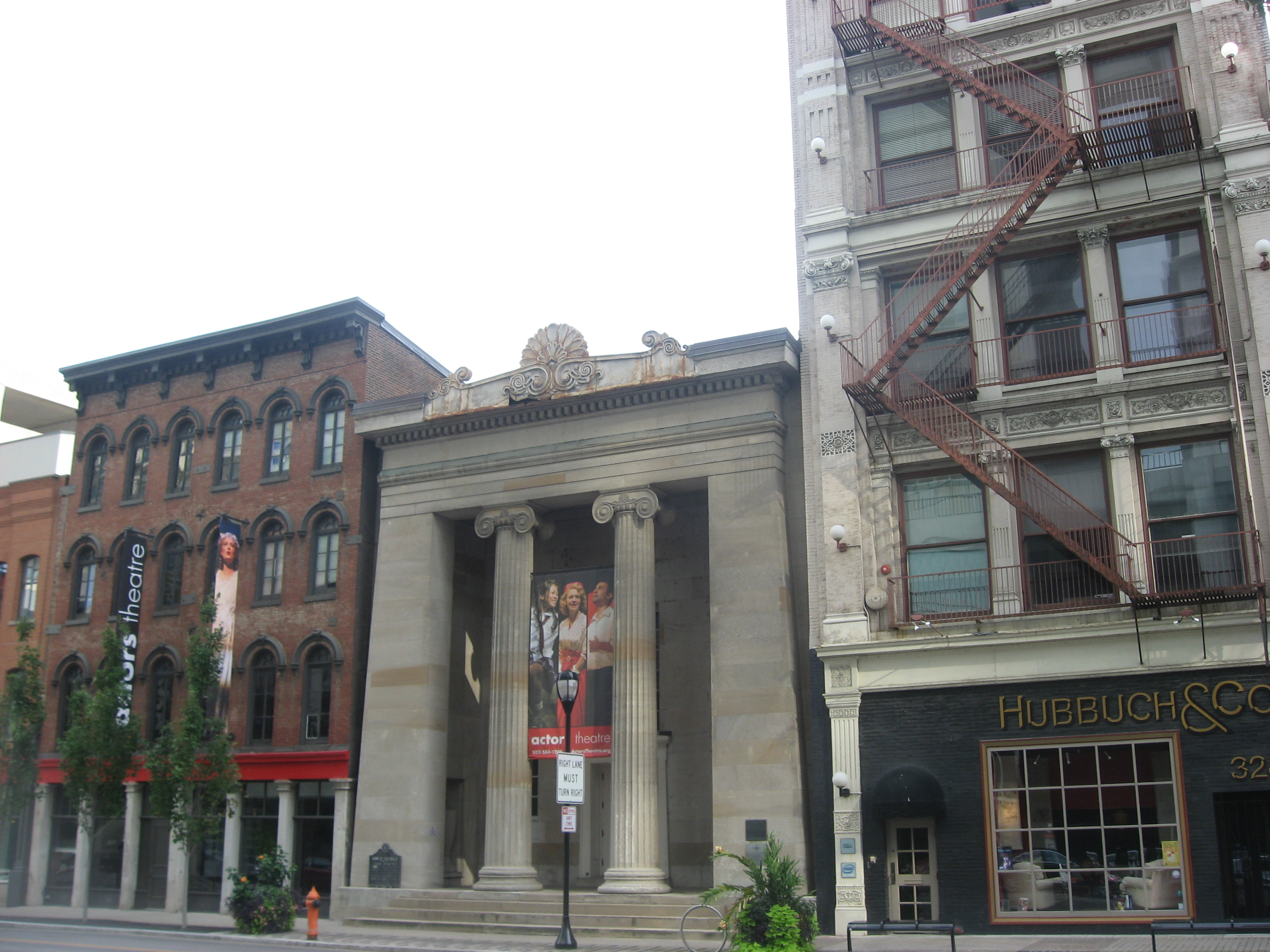

L'Actors Theatre of Louisville (Théâtre des Acteurs de Louisville) est un théâtre situé dans le quartier de Downtown dans la ville de Louisville. Fondé en 1964 par le producteur local Richard Block et l'acteur Ken Jenkins et désigné en 1974 comme Théâtre d'État du Kentucky, il fonctionne selon le statut d'association sans but lucratif. 
Le bâtiment abritant le théâtre provient de la réunion de deux plus anciens bâtiments : L'Old Bank of Louisville qui est un National Historic Landmark et l'immeuble Myers-Thompson Display. Chaque printemps, le théâtre accueille le festival international Humana Festival of New American Plays qui présente au public des jeunes talents depuis 1976. Chaque année, il accueille près de 600 représentations relatives à 30 productions classiques ou contemporaines. Le théâtre propose également des cours théâtraux à l'attention des amateurs et des professionnels.